# Klíny
Klíny (německy Göhren) jsou obec v okrese Most v Ústeckém kraji. Nachází se ve východní části Krušných hor v nadmořské výšce 700–812 metrů. Rozkládá se podél silnice 271 vedoucí z Litvínova k hraničnímu přechodu Mníšek. Západně nad obcí se vypíná Mračný vrch (852 m) a východně vedou strmé svahy do Šumného dolu. Při silnici se pod Klíny nacházejí jeho místní části Rašov a Sedlo. Klíny jsou střediskem zimních sportů. Mají autobusové spojení s Českým Jiřetínem a Litvínovem. Žije zde 185 obyvatel.

## Název
Vesnice se podle zakládací listiny měla jmenovat Hora Svatého Václava, ale na základě její polohy brzy převládlo lidové označení Gêren pocházející ze středněhornoněmeckého výrazu gêre (klín). V historických pramenech se jméno objevuje ve tvarech: Gery (1355), Gerij (1355), „in monte S. Wenczeslai“ (1355), Geren (1357), Geru (1360), monte S. Wenceslai (1360), Mons S. Wenceslai (1362), Gerna (1364), Gern (1538), „na Klynach“ a též Gheru (1585), Khern (1591), Gern (1618), Gern a Göhrn (1787) a Göhre (1833).

## Historie
První písemná zmínka o vesnici pochází z roku 1355, kdy Slavek z Rýzmburka jmenoval ke klínském kostelu sv. Antonína kněze. Založení obce nejspíše souvisí s důlním podnikáním v Krušných horách ve 14. století. Páni z Rýzmburka drželi Klíny až do konce 14. století. V roce 1398 prodal Boreš (IX.) mladší míšeňskému markrabímu Vilémovi I. hrad Rýzmburk, klášter v Oseku a město Duchcov. Součástí tohoto zboží pravděpodobně byly i Klíny. V roce 1459 se majetek vrátil české koruně.
Město Duchcov získal v roce 1527 Děpolt z Lobkovic na Bílině. Jeho syn Václav v roce 1538 získal panství Duchcov včetně Klínů. Posléze se Kíny staly součástí panství mosteckého hradu. V roce 1585 hrad i s panstvím koupil prezident české královské komory Ladislav III. Popel z Lobkowicz a v této souvislosti jsou zmiňovány i Klíny. Další zpráva o Klínech pochází z roku 1618 jako příslušenství tvrze v Horním Litvínově, jehož majitelem byl Václav Vilém z Lobkovic (1592–1621). Jeho syn František Josef zemřel bezdětný a tak panství zdědila jeho manželka Polyxena Marie z Talmberka. Ta se v roce 1642 provdala za Maxmiliána hraběte z Valdštejna. Po její smrti v roce 1651 veškerý majetek včetně Klínů přešel tomuto rodu. Od té doby byly Klíny součástí panství Duchcov-Horní Litvínov.
Po třicetileté válce byla zastavena těžba a obyvatelstvo nalézalo obživu jako dřevorubci nebo při výrobě dřevěného uhlí. V létě 1680 postihla obec morová epidemie. Klíny byly součástí valdštejnského panství Duchcov-Horní Litvínov až do zrušení poddanství v roce 1848. Po roce 1850 se stala samostatnou obcí v okrese Most. V roce 1870 byla dokončena stavba nového kostela sv. Antonína Paduánského. Stavba od počátku trpěla spodní vodou a byla zhruba o 100 let později zbořena.
Po druhé světové válce došlo k odsunu německého obyvatelstva, takže došlo v obci k velkému úbytku obyvatel, neboť nově příchozí tento pokles nevyrovnali.

## Současnost
Dnes jsou Klíny především rekreační obcí. V létě slouží jako středisko turistických tras a cyklistických stezek. V zimě je využívána Krušnohorská lyžařská magistrála a přilehlý lyžařský areál. Mnoho zdejších domů je využíváno k individuální rekreaci. Na Mračném vrchu byly postaveny dvě větrné elektrárny. Do severovýchodní části katastru obce zasahuje obora Fláje. V obci působí při Ekofarmě Centrum pro ekologickou výchovu Klíny o.s., které již několik let rozvijí program Zapomenutá Krušnohorská řemesla pro laickou i odbornou veřejnost.

## Obyvatelstvo
Při sčítání lidu v roce 1921 ve vsi žilo 232 obyvatel (z toho 110 mužů) německé národnosti a římskokatolického vyznání. Podle sčítání lidu z roku 1930 měla vesnice 255 obyvatel: šest Čechoslováků a 249 Němců. Kromě dvou lidí bez vyznání byli římskými katolíky.
|                                                                | 1869 | 1880 | 1890 | 1900 | 1910 | 1921 | 1930 | 1950 | 1961 | 1970 | 1980 | 1991 | 2001 | 2011 |
| -------------------------------------------------------------- | ---- | ---- | ---- | ---- | ---- | ---- | ---- | ---- | ---- | ---- | ---- | ---- | ---- | ---- |
| Obyvatelé                                                      | 334  | 298  | 272  | 271  | 256  | 232  | 255  | 51   | 105  | 91   | 87   | 57   | 49   | 81   |
| Domy                                                           | 53   | 57   | 57   | 58   | 58   | 58   | 57   | 50   | 39   | 27   | 31   | 32   | 35   | 40   |
| Data z roku 1961 zahrnují i domy místních částí Rašov a Sedlo. |      |      |      |      |      |      |      |      |      |      |      |      |      |      |

## Obecní symboly
Klíny získaly právo užívat obecní znak a vlajku na základě rozhodnutí předsedy Poslanecké sněmovny č. 20 ze dne 29. května 2007.

### Znak
Ve stříbrném štítě na zeleném návrší se třemi volnými stříbrnými klíny vedle sebe černé hrábě provázené dvěma přivrácenými černými plamennými křídly se zlatým perizoniem.

### Vlajka
List tvoří dva vodorovné pruhy, bílý a zelený, v poměru 5:3. V žerďové polovině bílého pruhu černé hrábě provázené dvěma černými přivrácenými plamennými křídly se žlutým perizoniem. Pod nimi v zeleném pruhu tři bílé rovnoramenné trojúhelníky – klíny hrotem dolů, široké osminu a vysoké čtvrtinu šířky listu. Poměr šířky k délce listu je 2:3.

## Pamětihodnosti
- Přírodní rezervace Černý rybník
- Do katastrálního území Klíny II zasahuje část přírodní památky Pekelské údolí
- Dřevěná zvonice
- Klínská brána

## Fotogalerie

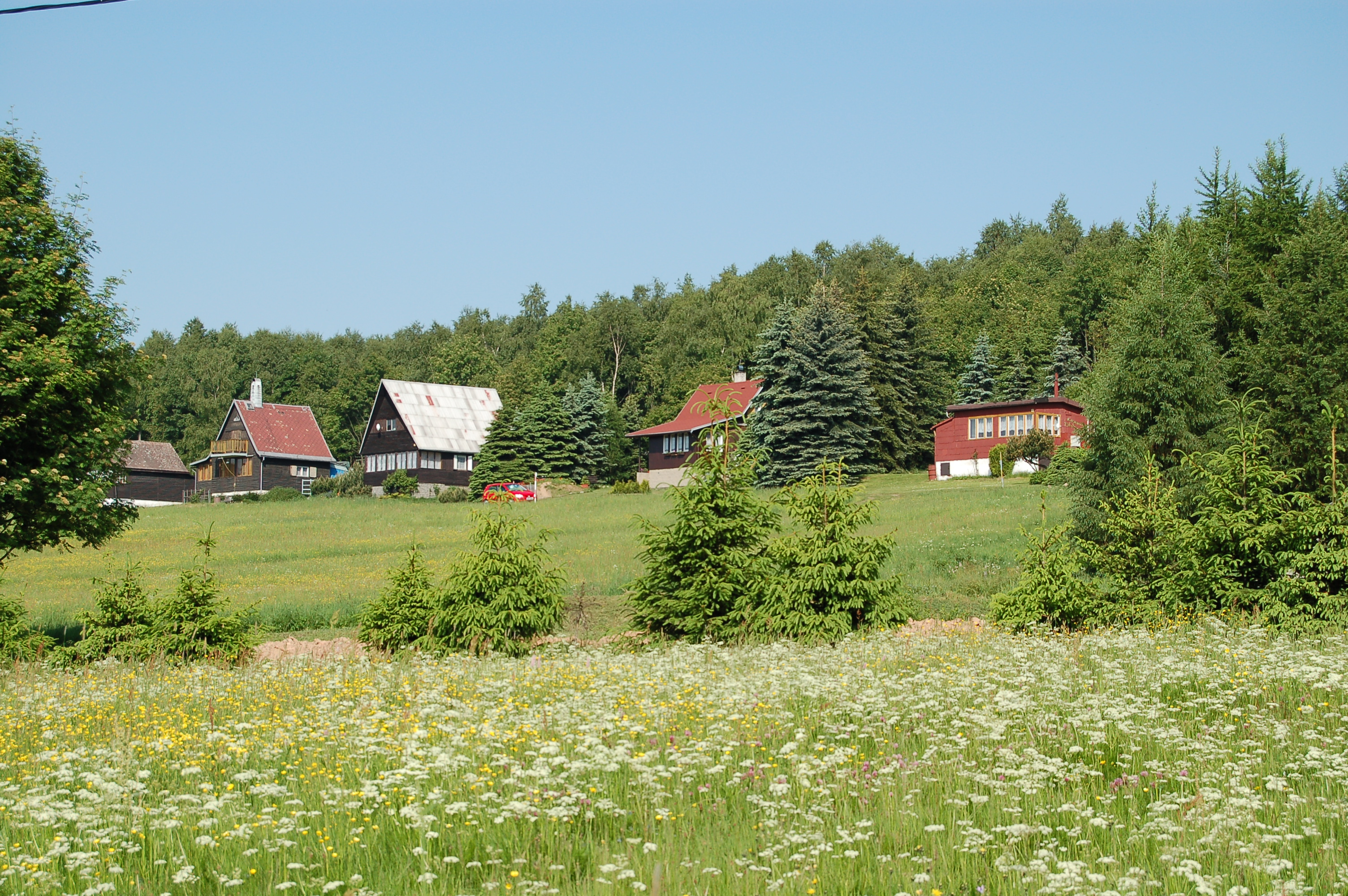
Chaty na západní straně pod Mračným vrchem
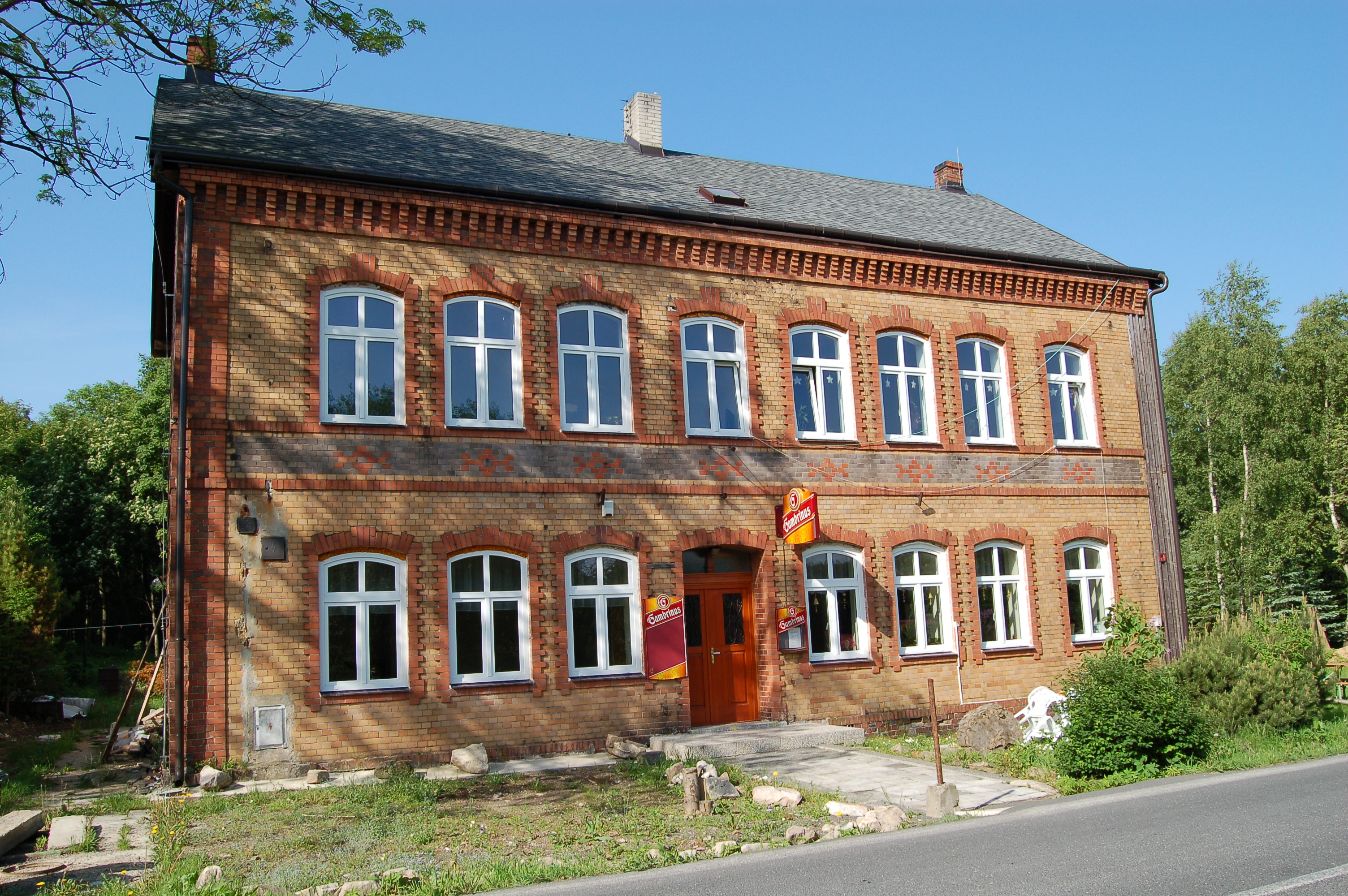
Bývalá škola
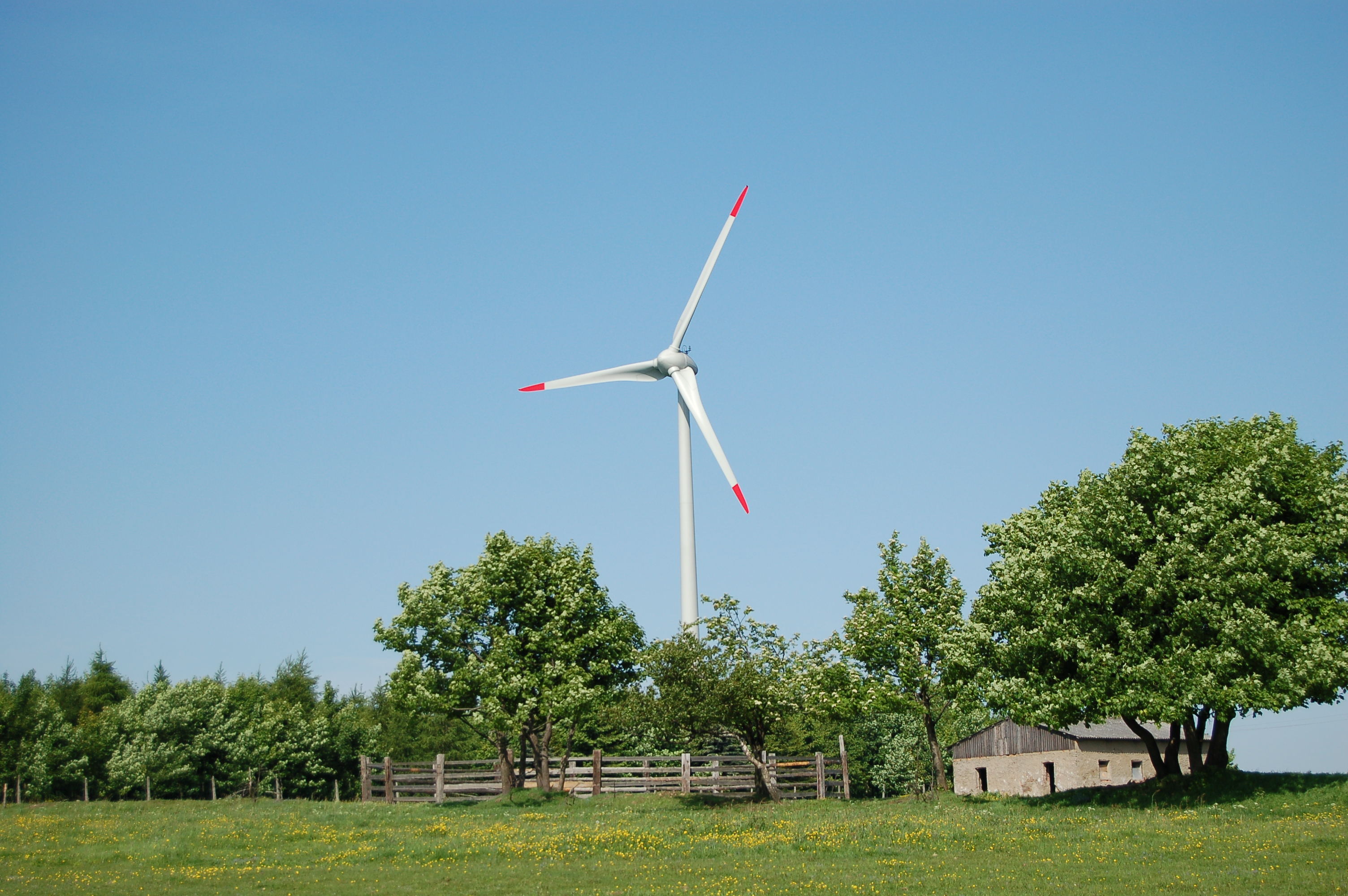
Větrná elektrárna nad obcí
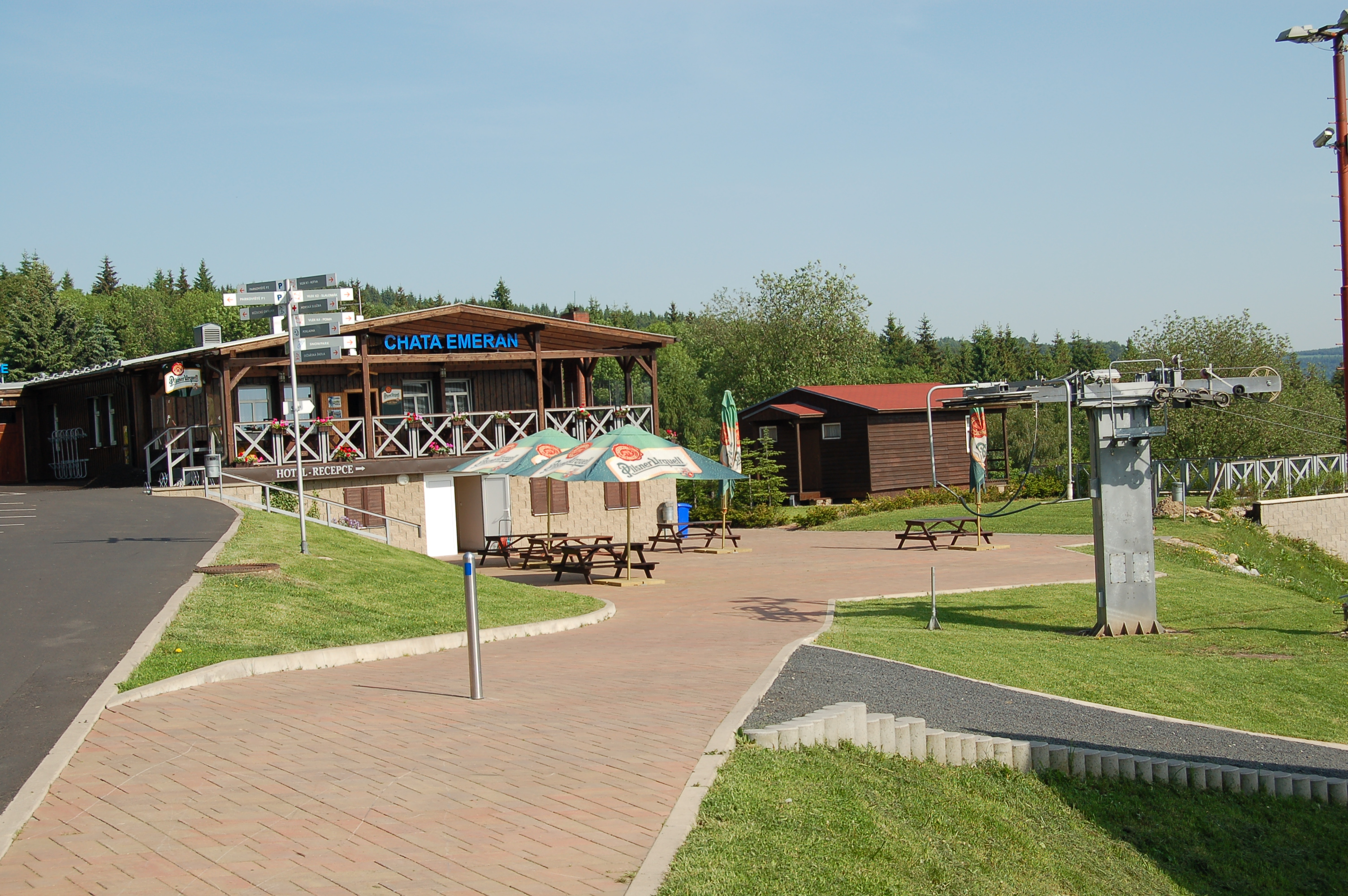
Chata Emeran
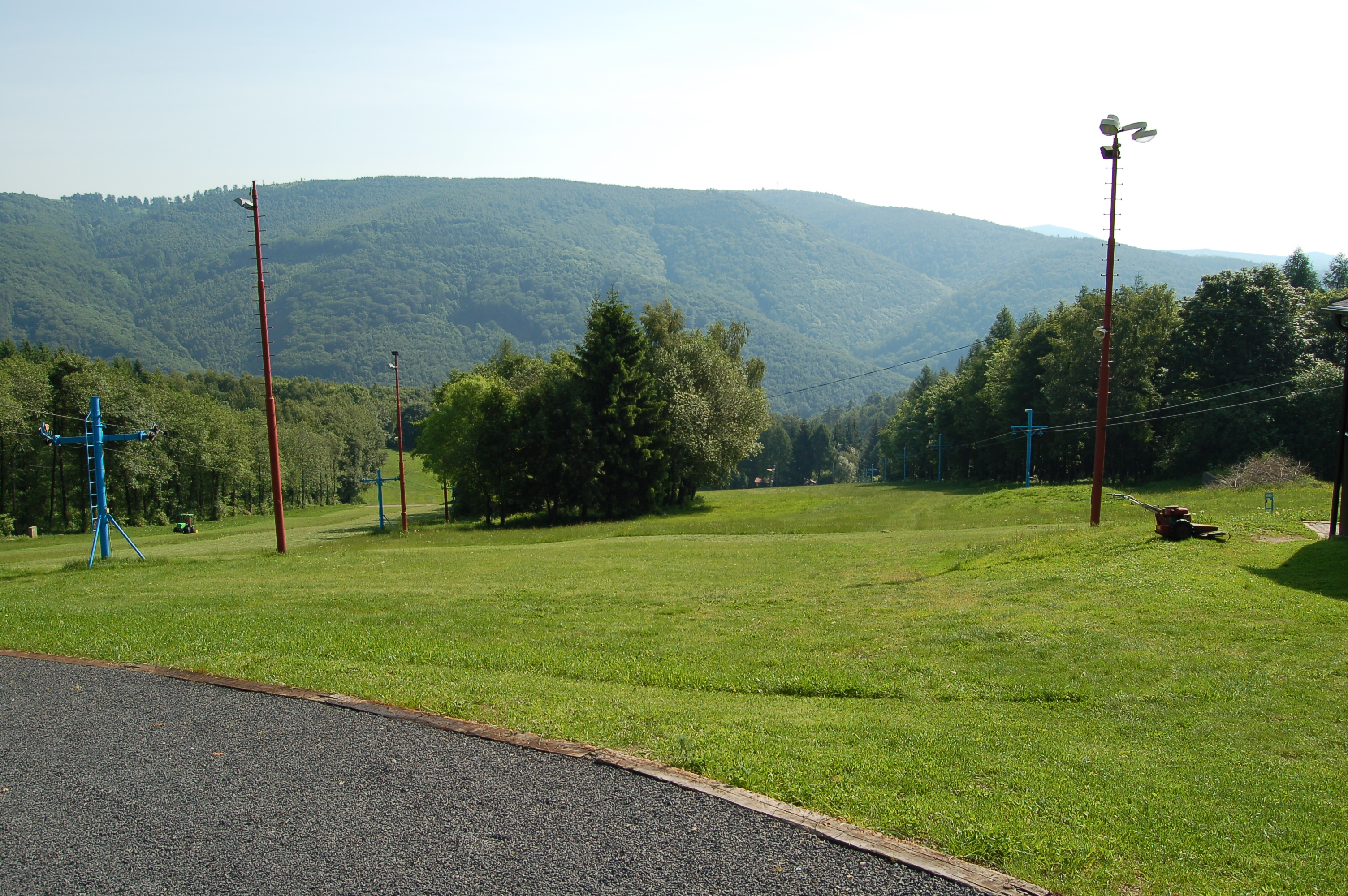
Sjezdovky